# Катехизис Мартінаса Мажвідаса
Катехизм Мартінаса Мажвідаса (лит. Katekizmo prasti žodžiai, укр. Прості слова катехизису) — перша друкована книга, видана литовською мовою. Наклад катехизму становив 200—300 примірників. Відбиває дух реформації. Задовольняє як релігійні, так і світські потреби. У книгу ввійшли перші литовськомовні вірші, праймер з алфавітом, короткий катехизис і 11 релігійних гімнів з нотами.
Книга була написана самогітським діалектом. Має 79 сторінок. Переважає готичний (швабський) шрифт, але латинська присвята і передмова друкуються антиквою. Заголовок катехизму М. Мажвідаса прикрашений віньєтованою ренесансною віньєткою, що обрамляє назву книги.
Йоган Вайнрайх, друкар, видавець Катехизму, походив із Гданська, з заможної міщанської родини, й прибув до Кеніґсберґа 1524 року на запрошення Альбрехта Гогенцоллерна.

## Зміст книги
Титульна сторінка прикрашена віньєткою в стилі ренесансу. Це єдина ілюстрація в книзі, і, дивлячись з художнього погляду, книга сама собою доволі скромна. Повна назва в оригіналі: Catechismvsa prasty Szadei, Makslas skaitima raschta yr giesmes del kriksczianistes bei del berneliu iaunu nauiey sugulditas Karaliavczvi VIII. dena Meneses Sausia, Metu vßgimima Diewa. M.D.XLVII. Soli Deo gloria. У перекладі: Прості слова катехизису, інструкція з читання та письма, та гімни для християнства та для дітей молодшого віку, що злилися в Кенігсберзі на восьмий день місяця січня року народження Бога 1547. Слава тільки Богу.
Латинськомовна присвята — це латинський катрен в елегійному куплеті, присвячений Великому князівству Литовському. Вона виражає патріотизм і вірність Великим князям і підкреслює, що Литовська Реформація служить не тільки Богу, а й країні. Це посвячення також свідчить про те, що книга була призначена не для герцогства Прусського, до якого приїхав Мажвідас рік тому, а для рідної Литви.

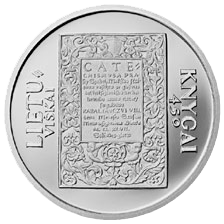
Монета номіналом 50 літів, присвячена 450-річчю видання Катехізму Мажвідаса

Латинська передмова, або благодать і мир для пасторів і службовців литовських церков, найімовірніше, писали Мажвідас і Фрідріх Стафілус, ректор університету Кенігсберга. Жив у Литві, знав литовські, польські та руські мови. Передмова являє собою ключову ідею лютеранства: Біблія та інша релігійна література повинна бути доступною кожному, а не тільки духовенству. Це досягається шляхом публікації релігійних книг на національних мовах. Передмова також нагадує, що литовська нація дуже слабо освічена і продовжує охоплювати язичницьких литовських богів. Він обіцяє опублікувати кращий, більш всебічний катехизис.
Литовська передмова, або Буклет говорить до Lietuvininkai та Samogitians, є першим віршем литовською мовою. Її 112 рядків можна розділити на три частини: персоніфікація (рядки 1–62), селянська мова (рядки 63–78) і звернення до дворянства (рядки 79–112). Спочатку книга звертається до читача і закликає їх читати й дізнаватися про «справжню віру» (сестри брати, взяти мене і прочитати мене). У другій частині вірш записує виступ селянина. Цей поетичний характер здається дуже погано освіченим: він ніколи не чув про десять заповідей і бажав би поспілкуватися з відьмою, ніж відвідувати масу. В останній частині автор емоційно звертається до лордів і духовенства з проханням виховувати людей християнським шляхом.
Праймер, або Легка й швидка наука читання й письма, є чотиристорінковим вступом до навчання для читання. У ньому представлений перший литовський алфавіт: 23 великі літери латинським шрифтом і 26 малими літерами готичного шрифту. Вона також містила вправи для побудови складів, тобто, приймаючи всі приголосні та систематично сполучуючи їх з усіма голосними. Праймер закінчується двома наконечниками. По-перше, викладачам рекомендується не надто витрачати занадто багато часу на вправи і насправді навчити дітей навчатися. По-друге, школярів закликали вчитися і не лінуватися.
Катехизм — перший релігійний текст у книзі. Вона включала в себе переклади десяти заповідей, апостольської віри, Господньої молитви, таїнств Святого Хрещення і Святого Причастя, а також коротких соціальних і моральних вказівок. Наприклад, читачам було сказано поважати своїх батьків і захищати любов і гармонію в сім'ях.
Кінцеве слово є коротким, але має дві частини. Перша частина, знову ж таки, просить литовців і самогітян дізнатися про Ісуса і навчити їхніх сімей. Друга частина — катрен, адресований читачеві. Вона проголошує, що ця книга тепер друкується на його рідній мові і просить виправити будь-які помилки, які можуть виникнути.
До складу гімнів входять 11 гімнів і 10 нот (два гімни використовують один лист). Не вказані ні автори, ні перекладачі гімнів. Головним джерелом цих текстів був польський гімн Яна Секлучана.

## Історія. Питання авторства

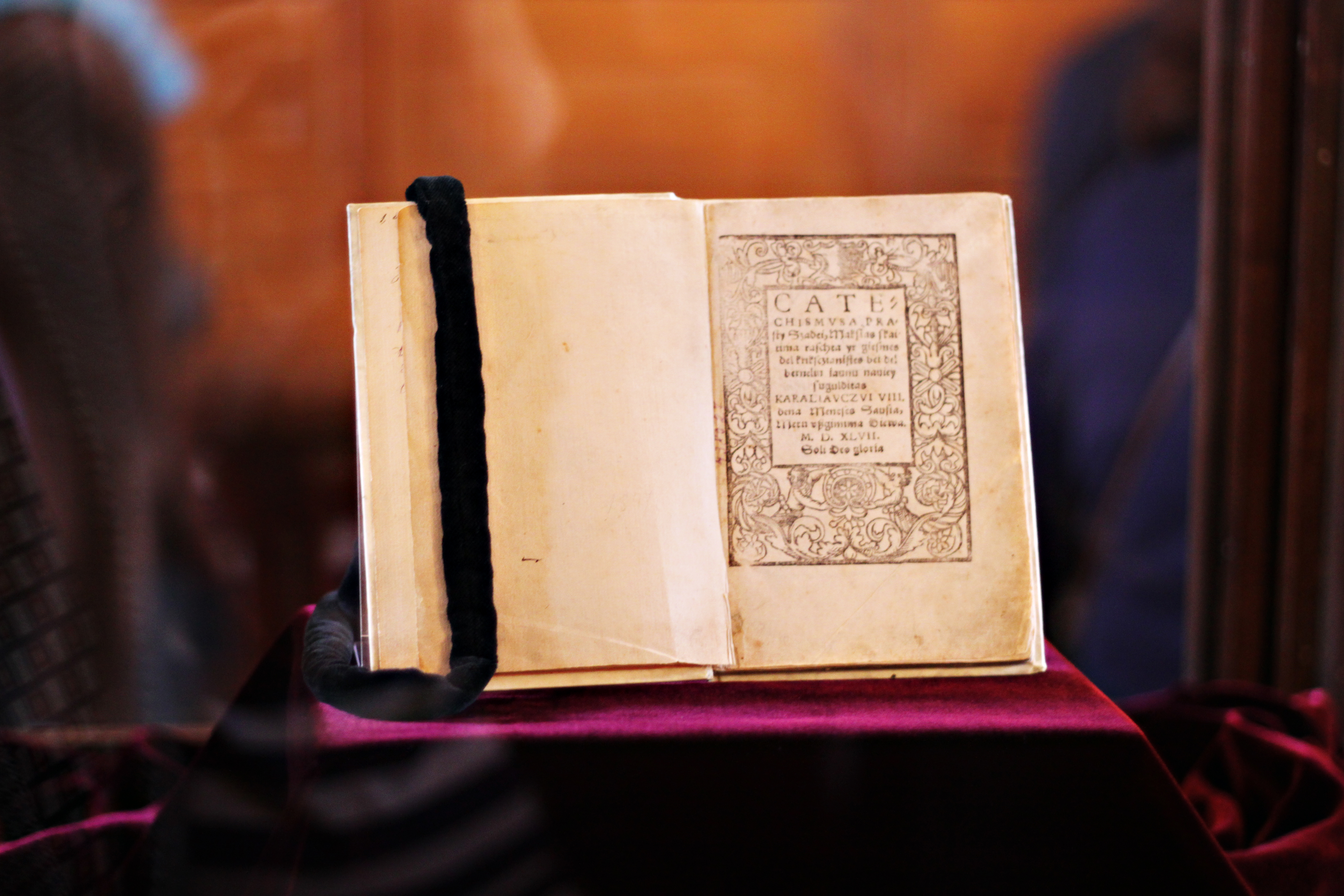
Примірник Катехізису Мажвідаса, який зберігається в Литві

Автор і автор першої литовської книги не відзначений. Але з 16-го століття Ця книга розглядається роботою М. Mažvydas. Про це вже заявив Б. Вілент. Польський мовознавець, Сафаревич, розкидав сумніви. Катехізис у литовській проповіді пояснював акростих, що згадують ім'я М. Мажвідаса. Читаючи перші літери віршованих рядків від третього до дев'ятнадцятого рядків, виходить латинська форма MARTJNVS MASVJDJVS.
Вартість публікації була покрита з скарбниці великого князя. Катехизм мав тираж 200—300, але фактично не всі копії використовувалися. Це сталося з об'єктивних причин. По-перше, було мало парафій, що означає менший попит; по-друге, Малий Катехизм Лютера, який був перекладений на литовську мову Балтраміеюс Вілентас і краще задовольняв потреби Церкви, вийшов незабаром після цього.
До сьогоднішнього дня збереглося два примірники Катехизму Мажвідаса: один перебуває в бібліотеці Вільнюського університету, а інший — в університеті Торуня в Польщі. До 1957 року вільнюський примірник зберігався в бібліотеці Одеського університету. Тодішній директор бібліотеки Вільнюського університету Левас Владіміровас за сприяння Антанаса Снечкуса, першого секретаря ЦК КП Литви, обміняв його на Theatrum Orbis Terrarum й Литовський Статут 1588 року.